# Luís d'Alincourt
Luís D'Alincourt (também grafado de Alencourt) (Oeiras, 1787 — Espírito Santo, 1839) foi um militar, escritor, ensaísta, memorialista, pensador, ativista, intelectual e pesquisador português, radicado no Brasil. Foi oficial do Real Corpo de Engenheiros.
Filho de Louis D'Alincourt, francês, e D. Anna D'Alincourt, portuguesa, após os estudos preparatórios em sua terra natal, seguiu a carreira militar. Em 1799, assentou praça no Quartel da Brigada Real, transferindo-se, posteriormente, para o Regimento de Artilharia de Lisboa.
Com a transferência da Família Real portuguesa para o Brasil (1808), Luís D'Alincourt veio para o Rio de Janeiro no ano seguinte (1809). Nesta capital concluiu o curso da antiga Academia Militar do Rio de Janeiro.
Teve numerosas comissões e importantes; na Bahia (1816), Pernambuco (1818), em Mato Grosso (1822-1830), no Espírito Santo(1841), onde, segundo parece, faleceu.
A exemplo de Hercules Florence (1825), prestou valiosos serviços através de suas viagens de pesquisa ao interior do Brasil, em especial às Províncias de Mato Grosso e de Goiás na região Centro-Oeste. Foi autor de uma série de trabalhos estatísticos e topográficos na região. A "memória" de sua viagem a Cuiabá em 1811, foi publicada pela Universidade de São Paulo em 1975.

## Obras
- Memória sobre a Viagem do Porto de Santos à Cidade de Cuiabá (1818)
- Notícias sobre a Parte Meridional da Província de Mato Grosso
- Estatística da Província de Mato Grosso
- Reflexões Acerca da Província de Mato Grosso
- Indagações Estatísticas
- Resumo das Explorações de Camaquã a Cuiabá
- Plantas e Levantamentos (Forte Bourbon e Forte Coimbra).